# Cyril Frank Colebrook
Pour les articles homonymes, voir Colebrook.
Cyril Frank Colebrook (né le 26 juillet 1910 à Swansea (Pays de Galles), mort le 12 janvier 1997 à Worthing, en Angleterre) est un physicien britannique. Il a apporté d'importantes contributions à la mécanique des fluides. Il est surtout connu pour l'abaque portant son nom, et qui donne la rugosité des conduites. Cet abaque se déduit d'une formule empirique (dite « équation de Colebrook-White ») , concurrente de celle que Ludwig Prandtl avait, en son temps, déjà étudiée:
{\displaystyle {\frac {1}{\sqrt {\lambda }}}=-2\log _{10}\left({\frac {2,51}{Re{\sqrt {\lambda }}}}+{\frac {\epsilon }{3,7D}}\right)}
Avec
- {\displaystyle \lambda } le coefficient de perte de charge linéaire,
- {\displaystyle Re} le nombre de Reynolds,
- {\displaystyle D} le diamètre de la conduite,
- {\displaystyle \epsilon } la rugosité de la canalisation (quelques micromètres en général).

## Œuvres
- 1937 : « The Reduction of Carrying Capacity of Pipes with Age » (avec Cedric Masey White), dans Journal of The Institution of Civil Engineers, vol. 7, no 1, novembre, Londres, pp. 99-118.
- 1939 : « Turbulent Flow in Pipes, with Particular Reference to the Transition Region Between the Smooth and Rough Pipe Laws », dans J. Inst. Civ. Eng., vol. 11, Londres, pp. 133-156.